# Аната
В Будизма терминът аната (на (пали) или анатман, на санскрит: अनात्मन्) се отнася до понятието за „не-аз“ или илюзията за „аз“. В най-първите будистки ръкописи е записано, че Буда често е използвал тази дума в контекста на учението, че всички неща са възприемани от сетивата (вкл. умствените сетива) и не са реално „аз“ и „мое“ и затова човек не трябва да се вкопчва към тях.
В някои от сутрите усъвършенстването на мъдростта за отсъствието на аз се посочва като състояние на истинското аз или крайната цел на пътя в Будизма. 
В Татагатагаба сутра е описано, как Буда със своето буда-око може всъщност да види „скъпоценния камък“ във всяко същество: "скрит в клешите [умствените замърсявания] от алчност, желания, гняв и глупост, са величествено и неизменно разположени Татагата мъдростта [на Буда], виждането на Татагата и тялото на Татагата [...] всички същества, макар да се намират всред всякакви видове клеша имат в себе си татагатагаба, който е вечно незамърсяван и изпълнен с добродетели, които не са различни от моите собствени". Това представлява потенциала на всеки индивид да бъде Буда.